# Microplophorus calverti
Microplophorus calverti är en skalbaggsart som beskrevs av Philippi F. 1897. Microplophorus calverti ingår i släktet Microplophorus och familjen långhorningar. Inga underarter finns listade i Catalogue of Life.